# (3204) Lindgren
(3204) Lindgren es un asteroide perteneciente al cinturón de asteroides, descubierto el 1 de septiembre de 1978 por Nikolái Stepánovich Chernyj desde el Observatorio Astrofísico de Crimea (República de Crimea).

## Designación y nombre
Designado provisionalmente como 1978 RH. Fue nombrado Lindgren en honor a la escritora sueca Astrid Lindgren.